# Pavillon noir (groupe)
Pour les articles homonymes, voir Pavillon noir.
Pavillon noir est un groupe de chanson française spécialisé dans les chants de marins. Le groupe compte au total quatre albums, Aux quatre vents (2007), On fait des chansons (2009), L'Appel de la mer (2011), et Les Figures de proue (2013). Les membres ont joué dans plusieurs événements nationaux et internationaux.

## Biographie
Pavillon noir est formé en juillet 2003 à Marseille, dans les Bouches-du-Rhône, au sein de l'Association des Bretons de Marseille, de la rencontre de quatre musiciens et chanteurs ayant le même objectif : populariser les chants de marins dans une région où cette tradition n'existait pratiquement pas. Interprétant à sa manière les chants du répertoire traditionnel, le groupe s'est rapidement orienté vers la composition de ses propres chansons. Deux compositeurs se sont partagé la création des textes : Jean-Robert Arzel et Didier Boeno.
Le groupe enregistre et publie un premier album, Aux quatre vents, présenté lors de l'édition du festival de Paimpol en 2007,. Pavillon noir sort son deuxième album en 2009, intitulé On fait des chansons, suivi d'un troisième en 2011, L'Appel de la mer. En 2013, ils sortent leur quatrième album, Les Figures de proue.
Avec une majorité d'éléments d'origine bretonne dans le groupe, ils décident de faire connaître la culture bretonne à travers la danse dans le Sud, sous un second nom : Tor-Bihan (les petites bedaines) et animent aussi de nombreux festou-noz (bals bretons) dans la région PACA. Entre 2005 et 2017, le groupe a animé de très nombreux événements nautiques sur la Canebière, à La Ciotat, Agde. Il est aussi monté sur les scènes de plusieurs festivals à Brest et Paimpol en 2007 et en 2011, a joué dans des endroits comme la Bretagne en 2006, aux Tonnerres de Brest en juillet 2012, et aussi à l'international, à Québec, au Canada, et Brême, en Allemagne,. Ils sont aussi passé à la télévision dans Thalassa. À la fin 2021, ils sont prévus pour la Fête des vieux gréements à Paimpol.

## Discographie
- 2007 : Aux quatre vents
- Les Sauveteurs
- Hommage
- Les Écumeurs
- Esclaves
- Le Bugaled Breizh
- La Déprim du sous-marinier
- Vielle guerre
- Les Vaisseaux de pierre
- Les Secrets de la mer
- Aux quatre vents
- Les Orientales (paroles de Victor Hugo)
- Jean-Marie

- 2009 : On fait des chansons
- On fait des chansons
- Sacrebleu
- Rose Héré
- Boat People
- Paname sur Mer
- Mississippi Queen
- Nouveau Monde
- Rémi, Thierry, Jean, Didier(s)
- Dans la marine grecque
- Le pêcheur de l'Estaque
- Petit Jean
- Le carnaval des pirates

- 2011 : L'Appel de la mer
- Cétacés (C'est assez !)
- Sylvie
- Oiseau de mer
- Souffle le vent
- Pobre barquero
- Quand je partirai
- Gaday (l'exilé)
- Nuisibles en mer
- Tit Zef'blues
- Le vieil accordéon
- l'appel de la mer
- Lame maléfique (traditionnel algérien)

- 2013 : Les Figures de proue
- Jeune capitaine
- Mazurka québecquoise
- Le vieux rafiot
- L'Egaré
- Les figures de proue
- Morvec'h
- Les gens de mer
- La fille du capitaine
- Les îles du large
- Les côtes d'Angleterre
- Maudite marée
- Pat Hogan's polka

## Membres
- Didier Papillier — accordéon diatonique, cuillers, chant
- Jean-Robert Arzel — accordéon diatonique, banjo, bouzouki, guitare, clavier, chant
- Joël Gaonac'h — flûte, bombarde, chant
- Rémi Morvant — contre-bassine, harmonica, chant
- Glenn Arzel — guitare, bodhrán, chant
- Caroline Macé — violon